# 1. československý beatový festival
1. československý beatový festival se konal ve dnech 20.–23. prosince 1967 v pražské Lucerně.
V době politického uvolňování už před nástupem pražského jara vznikalo v Československu mnoho beatových kapel. Ze zkušeben a různých sklepů je na pódia chtěli vytáhnout popularizátoři rocku – ke kterým patřil i Jiří Chlíbec. Aby organizátoři získali příslušná povolení ke konání této „podezřelé“ akce, založili tito jedinci organizaci nazvanou „Pop federace“. Pod štítem federace pak ideologicky úředníkům vysvětlili, že rocková hudba je obdobou lidové umělecké činnosti a proč je dobře, že je v zemi tolik kytarových kapel. Státní orgány lidovou hudbu podporovaly, a tak bylo konání festivalu povoleno. Celá akce byla pojata jako soutěž, kde porota odborníků posuzovala „umělecké výkony“ účinkujících udílením bodů od nuly do deseti. 
Na festivalu zazářili Framus Five a Flamengo; vítězem se stala bratislavská skupina The Soulmen s talentovaným Dežo Ursinym.
K dalším účinkujícím patřily např. kapely: Mickey & Rock’n’roll Stars, Olympic, Synkopy 61, Prúdy, Rebels, Juventus, The Spies a The Primitives Group.